# Fiamma olimpica dei XXV Giochi olimpici invernali
La fiamma olimpica dei XXV Giochi olimpici invernali verrà accesa a Olimpia, in Grecia, il 26 novembre 2025 con la cerimonia rituale che precede ogni edizione delle Olimpiadi, e viaggerà attraverso una staffetta di 10 001 tedofori e un percorso di 12000 km lungo le strade di Grecia e Italia, fino a giungere allo Stadio Giuseppe Meazza di Milano il 6 febbraio 2026, giorno della cerimonia di apertura dei Giochi, per accendere il braciere olimpico che rimarrà ardente fino al 22 febbraio, giornata conclusiva della manifestazione.

## Torcia
La torcia olimpica, insieme a quella paralimpica, è stata presentata il 14 aprile 2025 in contemporanea dalla Triennale di Milano e dal padiglione Italia dell’EXPO 2025 di Osaka, in Giappone.
A Milano, le torce olimpiche e paralimpiche sono state mostrate da due grandi icone dello sport italiano: Stefania Belmondo e Bebe Vio. In Giappone, invece, è toccato a Carolina Kostner e Martina Caironi svelare le torce. Le torce sono state disegnate dal l’architetto Carlo Ratti, con l'obiettivo di "mettere in risalto la fiamma ed esaltarla riducendo l’effetto visivo della torcia stessa.”

## Staffetta

### Tedofori
I tedofori saranno in totale 10 001: i diecimila che invieranno la loro candidatura e che porteranno la fiamma in giro per l'Italia, più l'ultimo tedoforo (che come vuole la tradizione olimpica viene tenuto segreto fino all'ultimo) che provvederà ad accendere il braciere olimpico durante la cerimonia di apertura dei Giochi.

### Percorso
Dopo il tradizionale passaggio di consegne allo Stadio Panathinaiko di Atene il 4 dicembre 2025, la fiaccola arriverà in Italia da dove due giorni dopo, partendo da Roma, attraverserà tutte le 110 Province d'Italia in un percorso di 12.000 km;  destinazione finale della fiaccola sarà lo stadio San Siro a Milano, dove nel corso della cerimonia inaugurale delle Olimpiadi, il 6 febbraio 2026, sarà acceso il braciere olimpico.
Il 26 gennaio 2026, a settant’anni esatti dalla cerimonia di apertura dei Giochi del 1956, la fiaccola farà tappa a Cortina d'Ampezzo, che insieme al capoluogo lombardo sarà sede di questa edizione delle Olimpiadi invernali.
Riepilogo delle principali località attraversate dal percorso della staffetta
| Data             | Località                                                                                                |
| ---------------- | --- |
| 26 novembre 2025 | Olimpia (accensione della fiamma), Pyrgos, Amaliada, Ilida, Lampeia, Kleitoria, Kalavrita               |
| 27 novembre 2025 | Kalavrita, Patrasso, Ponte Rion Antirion, Agrinio, Karpenisi                                            |
| 28 novembre 2025 | Karpenisi, Karditsa, Mouzaki, Pyli, Metsovo                                                             |
| 29 novembre 2025 | Metsovo, Grevena, Kozani, Ptolemaida, Kastoria                                                          |
| 30 novembre 2025 | Kastoria, Florina, Agios Athanasios, Edessa, Naoussa                                                    |
| 1 dicembre 2025  | Naoussa, Giannitsa, Serres, Drama, Salonicco                                                            |
| 2 dicembre 2025  | Salonicco, Elassona, Portaria, Lamia                                                                    |
| 3 dicembre 2025  | Lamia, Arachova, Livadeia, Kifisià, Amarousio, Kifisià, Peristeri, Egaleo, Kallithea, Nea Smyrni, Atene |
| 4 dicembre 2025  | Atene (viaggio in aereo verso Roma)                                                                     |
| 6 dicembre 2025  | Roma |
| 7 dicembre 2025  | Viterbo                                                                                                 |
| 8 dicembre 2025  | Terni                                                                                                   |
| 9 dicembre 2025  | Perugia                                                                                                 |
| 10 dicembre 2025 | Siena                                                                                                   |
| 11 dicembre 2025 | Firenze                                                                                                 |
| 12 dicembre 2025 | Livorno                                                                                                 |
| 13 dicembre 2025 | Nuoro                                                                                                   |
| 14 dicembre 2025 | Cagliari                                                                                                |
| 15 dicembre 2025 | Palermo                                                                                                 |
| 16 dicembre 2025 | Agrigento                                                                                               |
| 17 dicembre 2025 | Siracusa                                                                                                |
| 18 dicembre 2025 | Catania                                                                                                 |
| 19 dicembre 2025 | Reggio Calabria                                                                                         |
| 20 dicembre 2025 | Catanzaro                                                                                               |
| 21 dicembre 2025 | Salerno                                                                                                 |
| 22 dicembre 2025 | Pompei                                                                                                  |
| 23 dicembre 2025 | Napoli                                                                                                  |
| 31 dicembre 2025 | Bari |
| 26 gennaio 2026  | Cortina d'Ampezzo                                                                                       |
| 5 febbraio 2026  | Milano                                                                                                  |
| 6 febbraio 2026  | Milano (cerimonia)                                                                                      |